# 大聲鑽石 (AKB48 Team SH迷你專輯)
《大聲鑽石》是中國女子偶像團體AKB48 Team SH的第7張EP，分別收錄了主打曲《大聲鑽石》，C/W曲《機會的順序》、《Get you!》、《昔日的運動鞋》及伴奏。主打曲由劉念擔任中心位置。主打曲《大聲鑽石》獲得全球华语流行音乐金曲榜第356期內地榜單冠軍。

## 概要
《大聲鑽石》是AKB48第十張單曲。其曲風輕快且富有力量，節奏層層遞進，歌詞直抒少女不畏膽怯，勇敢表達，大聲說出喜歡的勇氣。歌詞「喜歡！最棒的話語告訴你！」大膽表達了如果沈默是金，那麼大聲說喜歡，就是鑽石的理念。

## 發行歷史
2021年
- 11月22日，主打曲《大聲鑽石》選拔成員發表[1][2][3]。

2022年
- 3月7日，主打曲《大聲鑽石》MV預告發佈[6]。
- 3月14日，主打曲《大聲鑽石》正式版MV發佈[7][8]，EP开始預售[9]。
- 3月19日，主打曲《大聲鑽石》練習室版本發佈。
- 3月21日，主打曲《大聲鑽石》舞蹈版MV發佈[9]。
- 4月1日，《大聲鑽石》EP正式發行及EP全音源發佈[9]。
- 8月28日，主打曲《大聲鑽石》初次表演[10]。
- 10月4日，主打曲《大聲鑽石》在《戀愛禁止條例》公演舞台初次表演。
- 12月10日，歌曲《機會的順序》在 AKB48 Team SH 四週年紀念演唱會「Four你心中的歌」上初次表演[11]。

2023年
- 2月25日，歌曲《機會的順序》在「縮略圖」研修生公演舞台上初次表演。

## 發行版本
本次專輯共有2款發行版本，分別為珍藏版及普通版：
- 珍藏版包括：1本歌詞本、1張CD、1張DVD、1張握手券、1張生寫（共33款）、及1張集夢卡[注 1]。
- 普通版包括：1本歌詞本、1張CD、1張握手券及1張集夢卡。

發行版本封面：
| 版本   | 封面成員                                             | 備註   |
| ------ | ---------------------------------------------------- | ------ |
| 珍藏版 | 「大聲鑽石」選拔成員16人                             | [ 14 ] |
| 普通版 | 桂楚楚、劉念、朱苓                                   | [ 15 ] |
| 普通版 | 毛唯嘉、葉知恩、鄒若男                               | [ 15 ] |
| 普通版 | 施可妍、魏新、曾鷥淳                                 | [ 15 ] |
| 普通版 | 孔珂昕、李佳慧、邱笛爾、沈瑩、施藹倍、張嘉哲、張倩霏 | [ 15 ] |

## 收錄曲目
| CD       | CD                                           | CD                       | CD       | CD       | CD               | CD    |
| 曲序     | 曲目                                         |                          | 作曲     | 编曲     | 原曲             | 时长  |
| -------- | -------------------------------------------- | ------------------------ | -------- | -------- | ---------------- | ----- |
| 1.       | 《大聲鑽石》                                 | 秋元康 梁雪（译词）      | 井上義正 | 井上義正 | 《大聲鑽石》     | 4:04  |
| 2.       | 《機會的順序》                               | 秋元康 天樂（译词）      | 小西裕子 | 生田真心 | 《機會的順序》   | 4:18  |
| 3.       | 《Get you!》（《擁有你》）                   | 秋元康 周洁颖（译词）    | 板垣祐介 | 板垣祐介 | 《Get you!》     | 3:40  |
| 4.       | 《昔日的運動鞋》                             | 秋元康 Manjusaka（译词） | 五戸力   | 樫原伸彦 | 《那時的運動鞋》 | 5:18  |
| 5.       | 《大聲鑽石》（off vocal ver.）               |                          |          |          |                  | 4:04  |
| 6.       | 《機會的順序》（off vocal ver.）             |                          |          |          |                  | 4:18  |
| 7.       | 《Get you!》（《擁有你》）（off vocal ver.） |                          |          |          |                  | 3:40  |
| 8.       | 《昔日的運動鞋》（off vocal ver.）           |                          |          |          |                  | 5:18  |
| 总时长： | 总时长：                                     | 总时长：                 | 总时长： | 总时长： | 总时长：         | 34:40 |

| DVD（仅珍藏版） | DVD（仅珍藏版）                |
| 曲序            | 曲目                           |
| --------------- | ------------------------------ |
| 1.              | 《大聲鑽石》MV                 |
| 2.              | 《大聲鑽石》MV Making 特典影像 |

## 選拔成員
（成員身份以EP內歌詞本名單標示為準，截至2022年3月1日）

### 大聲鑽石
（中心成員：劉念）
- 正式成員：桂楚楚（#2）、孔珂昕（#10）、毛唯嘉（#4）、邱笛爾（#15）、沈瑩（#16）、施藹倍（#14）、施可妍（#8）、魏新（#9）、葉知恩（#6）、曾鸶淳（#7）、張倩霏（#13）、朱苓（#3）、鄒若男（#5）
- 研修生：李佳慧（#11）、劉念（#1）、張嘉哲（#12）

括號內為本張主打曲的站位顺序。劉念自《迎向未來的風》相隔三作回歸中心成員。三期生李佳慧、張嘉哲首次參與選拔。魏新自《迎向未來的風》相隔三作，孔珂昕、張倩霏與朱苓自《藉口而已Maybe》相隔兩作回歸選拔。上張EP的選拔成員之中，吳安琪、謝雯婕與翟羽佳未進入本次選拔名單。
此曲副歌部分没有翻譯中文，使用原版日語歌詞。
| 第三排 |        | 張倩霏 | 張倩霏 | 李佳慧 | 李佳慧 | 施譪倍 | 施譪倍 | 邱笛爾 | 邱笛爾 | 沈瑩   | 沈瑩   |        |
| 第二排 | 孔珂昕 | 孔珂昕 | 桂楚楚 | 桂楚楚 | 施可妍 | 施可妍 | 曾鷥淳 | 曾鷥淳 | 魏新   | 魏新   | 張嘉哲 | 張嘉哲 |
| 第一排 |        | 葉知恩 | 葉知恩 | 朱苓   | 朱苓   | 劉念   | 劉念   | 毛唯嘉 | 毛唯嘉 | 鄒若男 | 鄒若男 |        |

### 機會的順序
（中心成員：陳嘉意）
- 正式成員：梁時安（#16）、邱笛爾（#15）、沈瑩（#13）、施藹倍（#8）、施可妍（#2）、魏新（#6）、張倩霏（#9）、周念琪（#4）、鄒若男（#7）
- 研修生：陳嘉意（#1）、李佳慧（#5）、劉念（#10）、馬小雨（#11）、吳凡（#14）、張嘉哲（#12）、張藝琳（#3）

括號內為第一屆猜拳大會的排名。陳嘉意首次擔任中心成員，也是首位以研修生身分擔任中心成員。陳嘉意、馬小雨、張藝琳首次參與單曲錄製。歌詞與AKB48 Team TP翻唱的《機會的順序》相同。

### Get you!
（中心成員：毛唯嘉、葉知恩）
- 正式成員：桂楚楚、胡馨尹、漸薔薇、孔珂昕、毛唯嘉、沈瑩、施譪倍、施可妍、譚珺兮、吳安琪、葉知恩、曾鷥淳、朱苓、張倩霏、鄒若男
- 研修生：劉念

為《縮略圖》公演曲千秋樂版。

### 昔日的運動鞋
（中心成員：劉念、毛唯嘉）
- 正式成員：桂楚楚、胡馨尹、漸薔薇、孔珂昕、毛唯嘉、邱笛爾、施可妍、譚珺兮、謝雯婕、葉知恩、曾鷥淳、周念琪、朱苓、張倩霏、鄒若男
- 研修生：劉念

為《戀愛禁止條例》公演曲首演版。

## 外部連結
- bilibili上的《大聲鑽石》正式版MV
- YouTube上的《大聲鑽石》正式版MV